# Бабаєв Хівалі
Хівалі Бабаєв (нар. 1902, станція Казанджик Закаспійської залізниці Закаспійської області, тепер Туркменистан — 30 серпня 1941, місто Ашгабат, Туркменистан) — туркменський радянський діяч, голова Президії Верховної Ради Туркменської РСР. Депутат Верховної Ради СРСР 1-го скликання (1937—1941).

## Біографія
Народився в родині селянина-бідняка. У 1915—1918 роках — наймит у торгівця Узин Мухаджі на острові Челекен Красноводського повіту Закаспійської області. У серпні 1918 — листопаді 1919 року — ремонтний робітник служби шляхів станції Казанджик Закаспійської залізниці. У листопаді 1919 — лютому 1920 року — скотар в пісках Каракум. У лютому 1920 — травні 1922 року — наглядач шляху 2-ї дільниці Середньо-Азійської залізниці станції Казанджик. У травні — вересні 1922 року — робітник у багатого селянина в районі селища Чекішляр Закаспійської області. У вересні 1922 — квітні 1923 року — ремонтний робітник на станції Узун-Су Середньо-Азійської залізниці. У квітні — вересні 1923 року — робітник в аулі Куммет на території Персії (тепер — Ірану). У вересні 1923 — вересні 1924 року — вантажник на залізничній станції Казанджик. У 1924 році вступив до комсомолу.
У вересні 1924 — жовтні 1929 року — чорнороб на матеріальному складі Середньо-Азійської залізниці в місті Кизил-Арват Туркменської РСР.
Член ВКП(б) з вересня 1926 року. У 1928 році закінчив школу ліквідації неписьменності на станції Казанджик.
У жовтні 1929 — червні 1930 року — заступник завідувача торгового відділу, в червні — листопаді 1930 року — завідувач заготівельного відділу, в листопаді 1930 — жовтні 1931 року — член правління Туркменської спілки кооператорів «Туркменбірлішик» у місті Ашхабаді.
У жовтні 1931 — квітні 1932 року — директор контори тресту «М'ясоживсировина» у місті Ашхабаді. У квітні 1932 — лютому 1933 року — заступник керуючого Туркменської республіканської контори із заготівлі великої рогатої худоби «Заготскот» у місті Ашхабаді. У лютому — жовтні 1933 року — керуючий Керкінської окружної контори «Заготскот» у місті Керкі. У жовтні 1933 — травні 1934 року — заступник начальника відділу робітничого постачання управління «Гаурдакбуд» у місті Керкі Туркменської РСР.
У травні 1934 — жовтні 1937 року — слухач Туркменської вищої комуністичної сільськогосподарської школи. Одночасно, у травні — жовтні 1937 року — виконувач обов'язків 2-го секретаря ЦК КП(б) Туркменистану.
У жовтні 1937 — липні 1938 року — голова Центрального Виконавчого Комітету Туркменської РСР.
24 липня 1938 — 30 серпня 1941 року — голова Президії Верховної Ради Туркменської РСР. Одночасно, у січні 1938 — 30 серпня 1941 року — заступник голови Президії Верховної Ради СРСР.
Загинув 30 серпня 1941 року в місті Ашхабаді Туркменської РСР.

## Нагороди
- орден Трудового Червоного Прапора (23.11.1939)
- медалі